# Барон Суббота
Барон Суббота (гаит. креол. Bawon Sanmdi, фр. Baron Samedi) — в религии вуду одна из форм Барона (Baron), лоа, связанное со смертью, мёртвыми, а также с сексуальностью и рождением детей.
Барон Суббота изображается в виде скелета или человека в чёрном фраке и чёрном цилиндре (одежда похоронных дел мастера). Основные его символы — гроб и крест. Первая могила на новом кладбище посвящается Барону Субботе. Считается, что человек, в которого вселился Барон Суббота, проявляет невоздержанность в питье и пище, курении и сексе.
Праздник Дня мёртвых на Гаити — это прежде всего праздник Барона Субботы. В этот день толпы паломников собираются у его могилы. Накануне они всю ночь празднуют и поют в его честь. Все курят и пьют ром, сдобренный жгучим перцем, ромом обрызгивают толпу и ждут нисхождения духа Барона Субботы. Барон Суббота считается покровителем всех бандитов и головорезов. Его необходимые признаки — чёрная шляпа, чёрный костюм и сигара. На нём может быть надета шляпа или череп. Барон Суббота обитает на перекрёстке между мирами мёртвых и живых и приветствует души умерших, сопровождая их в подземный мир. У него есть супруга — Мама Бриджит, символ единства жизни и смерти, но он постоянно изменяет ей со смертными женщинами. Также у него есть приемный сын — Геде Нибо, покровитель умерших насильственной смертью, посредник между живыми и мертвыми.
Персонификацией Барона Субботы считался гаитянский диктатор Франсуа Дювалье.